# 名歌手
名歌手（Meistersinger），中世紀時期德國的一種世俗歌唱音樂型態，也用以指稱參與者。名歌手組成分子為平民的中產階級，歌唱內容重點放在宗教問題上，以師徒相承方式流傳。紐倫堡為其大本營。名歌手在其工會中的晉升階級依序為「Schuler」、「Schulfreund」、「Singer」、「Dichter」及「Meister」。
理察·華格納所作之三幕歌劇《紐倫堡的名歌手》，即是描述名歌手的故事。